# Ost-Jerusalem unter jordanischer Besatzung

Grenze in Jerusalem mit von den Israelis aufgestellter Warnung, 1951

Ost-Jerusalem unter jordanischer Besatzung beschreibt die Jordanisierung Ostjerusalems während der neunzehnjährigen Besatzungszeit Jordaniens zwischen dem Palästinakrieg 1948 und dem Sechstagekrieg 1967. Es war die Phase der Militärbesatzung und Annexion der 1948 eroberten Gebiete des Westjordanlandes. Jordanisch wurden 6,5 km², neben der Altstadt auch Bab al-Sahira, Scheich Dscharrah, Wadi Joz, Silwan und der Ölberg.

## Beschreibung der Ereignisse

### Jordanien gewinnt Ost-Jerusalem
Die jordanische Armee hatte im Vergleich zu anderen arabischen Armeen im Palästinakrieg relativ erfolgreich agiert. Das Jüdische Viertel der Jerusalemer Altstadt wurde am 18. Mai 1948 von ihr eingenommen, worauf sich die Kampfhandlungen auf Latrun konzentrierten, das die israelische Armee befestigte, auch wenn es laut dem UN-Teilungsplan für Palästina (1947) dem arabischen Staat zugeteilt war. Dort erfolgte die Verteidigung der Straße zwischen Jerusalem und Tel Aviv. Israelische Einheiten begannen auf Anweisung David Ben-Gurions und gegen den Rat seiner Generäle am 25. und 30. Mai und am 9. Juni 1948 drei erfolglose Angriffe gegen die Arabische Legion. Ost-Jerusalem verblieb unter der Kontrolle Jordaniens, so wollte es das auf der griechischen Insel Rhodos ausgehandelte Waffenstillstandsabkommen von 1949. Jordanien beschlagnahmte alle zivilen Waffen.

### Welches Jerusalem?
König Abdallah ibn Husain I. erhoffte sich einen beträchtlichen Prestigegewinn durch die Aneignung der drittheiligsten Stätten des Islam. Dieses Prestige gab Transjordanien den nötigen Rückhalt zur Ausrufung seiner Eigenstaatlichkeit als Haschimitisches Königreich Jordanien im Januar 1949. Die Einsetzung Abdallahs wurde mit beabsichtigter symbolischer Wirkung in Jericho vollzogen, das genau zwischen Jerusalem und Amman liegt. Dem nationalen Anspruch der Palästinenser, vertreten durch die von Ägypten abhängige All-Palästina-Regierung in Gaza und später bis zu ihrer Auflösung 1959 in Kairo, stand Abdallah ablehnend gegenüber. Sein Ziel war die „Arabische Einheit“ eines Großsyrien, mit dem Libanon und der Hauptstadt Damaskus, Jordanien sah er als dessen Präfiguration.
Wie Israel hatte auch Jordanien den im Teilungsplan der Vereinten Nationen vorgeschlagenen internationalisierten Status eines Corpus separatum für Jerusalem abgelehnt. Der Historiker Joseph Nevo legte dar, dass Abdallah vielmehr versuchte, den Eindruck zu erwecken, der Wunsch einer Vereinigung des Westjordanlands mit Transjordanien gehe vom Volk aus, worauf der Monarch dies großzügig zu gewähren beabsichtigte, wogegen sich auf der Großveranstaltung in Jericho hauptsächlich die Notabeln aus Jerusalem und Ramallah widersetzten. Auch die Nationale Befreiungsliga hielt stand, bis sie 1951 in die Kommunistische Partei Jordaniens einging. Am 1. Dezember 1948 beschloss der Kongress die Fusion des Westjordanlands mit Transjordanien. Es war diesem jedoch in seiner wirtschaftlichen Entwicklung und Verbreitung der Lesefähigkeit stark überlegen. Jordanien setzte 1949 eine Stadt-Kommission unter der Leitung von Anwar al-Khatib ein, der ohne allgemeine Wahl durch Aref al-Aref ersetzt wurde.
Abdallah hatte auf der Suche nach Frieden laut dem Historiker Henry Laurens „jede mögliche Form eines Kompromisses mit der zionistischen Bewegung versucht“. Nach Erkenntnis von Historikern konnte er auf geheime Abmachungen mit der Jewish Agency, insbesondere mit Golda Meyerson (später Meir) am 17. November 1947 am Grenzübergang Naharaim und in Amman am 10. Mai 1948, zählen. Im März 1950 erschien ein königlicher Erlass zum Verbot der Bezeichnung Palästina in allen Landkarten und Verlautbarungen. Am 15. Mai 1950 billigte die Arabische Liga nach anfänglicher Kritik die Annexion vom 16. Dezember 1949 – der die Abgeordnetenversammlung am 24. April 1950 zustimmte – zwar de facto, aber nicht de jure. Pakistan erkannte als einziger Staat weltweit Jordaniens Souveränität über Ost-Jerusalem an. Das Vereinigte Königreich erkannte lediglich die jordanische Verwaltungshoheit über Ost-Jerusalem an.
Israels Minister Mosche Scharet berichtete: „Der König von Transjordanien sagt, er wolle sofortigen Frieden. Wir antworten natürlich, dass auch wir Frieden wollen, aber dass wir nicht rennen, sondern gehen sollten.“ Um das Gebiet politisch zu integrieren, erhielt die Bevölkerung 1954 die jordanische Staatsbürgerschaft, Reisebeschränkungen und Zollschranken wurden abgeschafft. 60 % aller Jordanier waren nun Flüchtlinge aus Palästina. John Bagot Glubb, ein britischer Offizier im Dienst Jordaniens, klagte, das besonnene und aufgeklärte Wesen Jordaniens sei von Hass getrübt worden. Mit Hussameddine Jarallah wurde ein langjähriger Gegner von Amin al-Husseini der neue Mufti von Jerusalem. Im Juli 1951 fanden Bürgermeisterwahlen statt. Der Sieger Aref al-Aref wurde abgesetzt. Raghib al-Naschaschibi, Bürgermeister von 1920 bis 1934, hatte am 5. Januar 1951 das ehrenvolle aber politisch unbedeutende Amt des Hüters der beiden Harams (Jerusalem und Hebron) erhalten. Kein Politiker vermochte der Monarchie auf Dauer zu gefallen. Mehrere Bürgermeister wurden abgesetzt, erst Ruhi al-Khatib konnte sich von Januar 1957 bis 1967 im Amt halten.
Nachdem Abdallah am 20. Juli 1951 durch den al-Husseini verbundenen Mustafa Shuqri Ashu in Jerusalem ermordet worden war, wuchs die bereits vorhandene Abneigung der Jordanier gegen Jerusalem, das als potentiell gefährlich galt. Bauvorhaben für alle Bewohner wurden verzögert oder ganz untersagt, das Bauland vor allem auf dem Berg Skopus und dem French Hill blieb ungenutzt, um das Wachstum Jerusalems zugunsten von Amman zu verlangsamen, aber auch, um den noch unter britischem Mandat gesetzlich bestimmten Denkmalschutz beizubehalten. Jerusalem sei „auf den Rang eines Dorfes gesunken“, klagten Palästinenser über die Politik von Thronfolger Hussein I., der die Stadt seine „spirituelle Hauptstadt“ nannte.
Die Lage der religiösen Minderheiten war unterschiedlich, während Juden in Folge der Kampfhandlungen Ost-Jerusalem verlassen hatten und ihre religiösen Einrichtungen dem Zerfall überlassen wurden, bemühte sich die jordanische Verwaltung um gute Beziehungen zu den Christen. Der Bischof der koptischen Christen krönte den jordanischen Monarchen zum „König von Jerusalem“. Jordanien bemühte sich ab 1951 auch zunehmend, aus der Kontrolle über Jerusalem als religiöser Stätte des Islam die angestrebte politische Dividende zu beziehen. So tagte 1953, 1960 und 1961 der Islamische Weltkongress in der Stadt. Die christlichen Gemeinden, die im Zuge der Kapitulationen des Osmanischen Reiches bis zur Jungtürkischen Revolution 1908 jahrhundertelang gegenüber den Muslimen eine zunehmend privilegierte Stellung eingenommen hatten und deren Rechte danach ab 1917 das britische Mandat geschützt hatte, sahen sich nun erstmals größeren Eingriffen in die Autonomie der Gemeinschaften ausgesetzt.

### Ein bescheidener Wohlstand
Im Oktober 1956 verklagten vertriebene palästinensische Zitruspflanzer aus der Küstenebene die britische Barclays Bank auf 1 Million Pfund für erlittene Eigentumsverluste im Jahr der Nakba 1948, dies entsprach dem Wert aller Exporte des Jahres 1947. Jordanien blieb wirtschaftspolitisch nicht untätig. Ein modernes Business Centre, der Justizpalast, die große Busstation in Bab al-Sahira, ein Elektrizitätswerk, ein Krankenhaus und Wasserzuleitungen aus den Teichen Salomos bei Bethlehem entstanden. Während die Industrie schwächelte, förderte es erfolgreich Handel und Tourismus. Israelischen Schätzungen von Ende der 1960er Jahre zufolge gab es in Ost-Jerusalem vor 1967 rund 2000–2500 Handelsunternehmen und neun Bankfilialen, mit 40 % aller Einlagen des Westjordanlands. 1966 boten die 51 Hotels 1891 Zimmer an, was die Zahl von rund 1000 Hotelzimmern in West-Jerusalem deutlich überstieg. Während Jordanien 1966 rund 617.000 Touristen empfing, besuchten Israel in jenem Jahr nur 291.000 Touristen. Das städtische Budget Ost-Jerusalems betrug am Vorabend des Sechstagekriegs 5,3 Millionen US-Dollar, im Vergleich zu 100 Millionen, über die Teddy Kollek in West-Jerusalem verfügen konnte (Werte in USD im Jahr 1992). Es gab zwar rund 6200 Zisternen, doch waren 60 % aller Haushalte ohne eigenen Wasseranschluss. Am Stadtrand waren viele Häuser ohne Strom. Ost-Jerusalem zählte insgesamt 1148 Straßenlampen, was kaum ausreichte, um die Stadt nachts zu beleuchten. Die öffentlichen Schulen beklagten zudem einen Mangel an Unterrichtsräumen. Der Entwicklungsplan Jerusalem Jordan Planning Proposal (1959) des britischen Stadtplaners Henry Kendall blieb ein ambitionierter Plan.

### Die Christen sind Zuhause
Die reiche Christin Katy Antonius kehrte zurück und eröffnete ein Waisenhaus in der Altstadt. Die Gastgeberin von Veranstaltungen der gesellschaftlichen Elite erklärte martialisch: „Vor dem jüdischen Staat kannte ich viele Juden in Jerusalem. Heute schlage ich jedem Araber ins Gesicht, der versucht, mit einem Juden Geschäfte zu machen. Wir haben die erste Runde verloren, aber nicht den Krieg.“ Jordanien unterstützte die prowestliche Exilkirche mit Sitz in New York und übergab ihr die Immobilien der russisch-orthodoxen Gemeinde, Israel unterstützte die sowjetische Moskauer Kirche. Der US-Vizekonsul Eugene Bird riet der CIA 80.000 US-Dollar für Arbeiten an der russisch-orthodoxen Maria-Magdalena-Kirche auszulegen, um damit Moskau zuvorzukommen.
Neben neu eingeführten administrativen Erschwernissen für arabische Christen und Vertreter ausländischer Kirchen im Alltag (Unterstellung christlicher Schulen unter die staatliche Aufsicht, Grundstück- und Immobilienkaufbegrenzung), die 1953, bei Einführung der Gesetze, deutliche Protestbekundungen jordanischer und ausländischer Christen auslösten, suchte die jordanische Verwaltung jedoch auch die konstruktive Zusammenarbeit mit den religiösen Funktionsträgern und vermittelte zwischen diesen 1961 im Hinblick auf die seit 1951 geplante Restaurierung der Grabeskirche. 1964 wurde in Jerusalem Papst Paul VI. von Prinz Muhammad und Prinzessin Firyal im Beisein von Anwar Nusseibeh feierlich empfangen. Zu dem Anlass war ihre seit Jahrhunderten bleigraue Kuppel neu vergoldet worden. Der griechisch-orthodoxe Patriarch verweigerte dem Papst ein schriftlich eingereichtes Gesuch, in der Golgatha-Kapelle beten zu dürfen.
Die christliche Bevölkerung Jerusalems sank von rund 17.000 in der Mitte der 1950er-Jahre auf etwa 12.000 im Jahr 1967. Der Historiker Mark Tessler schreibt: „Andererseits wurden heilige Stätten des Christentums stets mit Respekt behandelt und ihrem Betrieb und Unterhalt wurden keine nennenswerten Hindernisse in den Weg gelegt.“ Abdallah hatte am 5. Januar 1951 den traditionellen Status quo von 1852 und damit „die Rechte aller Religionen, der Moscheen und der Kirchen“ garantiert. 1965 wurde der aus einer alten Jerusalemer Notabelnfamilie stammende jordanische Politiker Anwar Nusseibeh zum Gouverneur und Hüter der heiligen Stätten des Islam ernannt. An Ostern besuchte er mit seiner Familie jeweils die Grabeskirche. Die arabische Elite wohnte in Scheich Dscharrah, wo sie ihre Villen besaß und wo die einst George Antonius als Residenz dienende Villa als Shepherd-Hotel vor sich hin dämmerte. Jordanien siedelte mit Hilfe der UNO in den 1950er Jahren rund 30 aus West-Jerusalem geflüchtete Familien in Scheich Dscharrah an. Amos Oz’ autobiografischem Roman Eine Geschichte von Liebe und Finsternis (2002) zufolge wurden hier noch im Sommer 1947 rauschende Gartenfeste gefeiert. Die Amerikanische Kolonie, einstige Niederlassung nichtmissionarischer millenaristischer Christen, war von Bertha Spafford zum edlen American Colony Hotel umgewandelt worden, doch meinte der US-Vizekonsul Eugene Bird: „Die akzeptable Gesellschaft beschränkte sich auf etwa 150 Leute.“

### Jerusalem: So nah, so fern
Im Gegensatz dazu war das Verhältnis der jordanischen Verwaltung zu jüdischen Israelis und ausländischen Juden von negativen Gefühlen bestimmt. Im Zuge der Kriegshandlungen waren 22 von 27 Synagogen zerstört worden. So wurde die Hurva-Synagoge am 26. Mai 1948 von Mitgliedern der Arabischen Legion gesprengt. Der Friedhof auf dem Ölberg wurde wiederholt Ziel von Vandalen und Grabsteine waren als Baumaterial abtransportiert wurden. Ein Straßenbauprojekt für das Intercontinental Hotel wurde zur Entrüstung jüdischer Kommentatoren durch den Friedhof geführt, was zur Zerstörung führte und die Totenruhe verletzte. Jordanien versperrte Juden den Zugang zur Westmauer (Klagemauer). Zur entmilitarisierten Enklave des Berg Skopus mit dem Dorf Issawiyeh und verlassenen Bauten der Hebräischen Universität hatten nur israelische bzw. jordanische Polizisten Zugang. Diese Zone war dreigeteilt. Im Norden Israel mit dem Hadassah-Krankenhaus und dem Campus, in der Mitte Niemandsland, im Süden das jordanische Augusta-Victoria-Gelände. Während das Niemandsland meist einen schmalen Streifen bildete, war es auf der Höhe von Talipot erweitert.
Die Vereinten Nationen nutzten dieses ausgedehnte Niemandsland für den Sitz ihres Hauptquartiers. Als schmerzvoll empfunden wurde von Juden, dass die Westmauer erstmals seit der Niederlage der Kreuzfahrer um 1187 für sie unerreichbar war. Sie behalfen sich mit dem Berg Zion, der nun häufiger als Ort des Gebets diente, und begingen Tischa beAv, den Trauertag, in größtmöglicher Nähe zum Tempelberg. Christlich-arabischen Israelis war der Zugang nach Ost-Jerusalem nur an Weihnachten erlaubt. Jordanien befürchtete, das Leben in Israel könnte sie ideologisch „kontaminiert“ haben. So blieb das melkitische Priesterseminar in Jerusalem für den jungen Elias Chacour aus Gisch verschlossen. Jüdischen und muslimischen Israelis war eine Einreise in jordanisches Gebiet ganz untersagt. Einzige legale Grenzübergänge waren Armon ha-Naziv und das nach dem einst dort ansässigen Hausbesitzer und Strumpffabrikanten Simchah Mandelbaum benannte Mandelbaum-Tor, das jedoch kein Tor, sondern nur ein Kontrollpunkt war. Von 1948 bis 1967 waren auch in der Altstadt alle anderen Durchgänge zugemauert. Die bis im Frühjahr 1949 errichteten teilweise verminten Sperrzonen mit Stacheldraht, Beton-Mauern und befestigten Kontrollpunkten zerteilten Jerusalem in zwei Hälften.

### Jordanien verliert Ost-Jerusalem
Jordanien förderte den Zuzug von Menschen aus Hebron, weshalb bis zum Jahr 1967 ein Drittel der Bevölkerung Ost-Jerusalems aus Hebron stammte. Im Sechstagekrieg 1967 besetzte Israel das Westjordanland. Ost-Jerusalem mit damals 66.000/70.000 arabischen Einwohnern wurde durch das am 27.–29. Juni 1967 von der Knesset verabschiedete Gesetz 5727 de facto aber nicht formal annektiert. Israels juristisches und administratives Recht wurde auf besetztes Gebiet übertragen. Die Verwendung des Begriffs Annexion wurde  vermieden, vielmehr wurde der Vorgang von Israel als Wiedervereinigung bezeichnet. Er wurde international nicht anerkannt. Der Stadtrat wurde aufgelöst und der zunächst um die geordnete Übergabe der Stadt bemühte Bürgermeister Ruhi al-Khatib im März 1968 (bis Mai 1993) nach Jordanien ausgewiesen. Die Bevölkerung erhielt Zugang zu sozialstaatlichen Leistungen Israels, sie behielt ihre jordanische Staatsbürgerschaft, denn in Jerusalem hatte sie den sogenannten Resident-Status. Diese Residency kann entzogen werden. Jordanien behielt nach Protesten des Islamischen Komitees durch ein Abkommen mit Israel zudem auch die Verwaltung der islamischen Stätten durch die Waqf-Behörde Jerusalem. Im Zuge der Ersten Intifada verzichtete König Hussein am 31. Juli 1988 unter Tränen in einer Rede auf den Anspruch auf Souveränität über das Westjordanland zugunsten der PLO. Darin heißt es: „Jordanien ist nicht Palästina und der unabhängige palästinensische Staat wird nach der Befreiung in den besetzten Gebieten errichtet werden, so Gott will.“ Politisch wurde die Jerusalem-Frage auf Israel und Palästina begrenzt.